# Wereldkampioenschap superbike van Laguna Seca 2015
Het wereldkampioenschap superbike van Laguna Seca 2015 was de negende ronde van het wereldkampioenschap superbike 2015. De races werden verreden op 19 juli 2015 op Laguna Seca nabij Monterey, Californië, Verenigde Staten. Tijdens het weekend kwam enkel het WK superbike in actie, het wereldkampioenschap Supersport was niet aanwezig op het circuit.

## Superbike

### Race 1
| Pos | Nr | Rijder               | Constructeur | Rondes | Tijd        | Grid | Punten |
| --- | -- | -------------------- | ------------ | ------ | ----------- | ---- | ------ |
| 1   | 7  | Chaz Davies          | Ducati       | 25     | 35:15.693   | 1    | 25     |
| 2   | 66 | Tom Sykes            | Kawasaki     | 25     | +1.798      | 4    | 20     |
| 3   | 65 | Jonathan Rea         | Kawasaki     | 25     | +2.107      | 5    | 16     |
| 4   | 34 | Davide Giugliano     | Ducati       | 25     | +15.954     | 2    | 13     |
| 5   | 81 | Jordi Torres         | Aprilia      | 25     | +19.661     | 3    | 11     |
| 6   | 22 | Alex Lowes           | Suzuki       | 25     | +24.431     | 8    | 10     |
| 7   | 1  | Sylvain Guintoli     | Honda        | 25     | +26.971     | 9    | 9      |
| 8   | 60 | Michael van der Mark | Honda        | 25     | +35.428     | 15   | 8      |
| 9   | 36 | Leandro Mercado      | Ducati       | 25     | +41.261     | 14   | 7      |
| 10  | 2  | Leon Camier          | MV Agusta    | 25     | +44.383     | 10   | 6      |
| 11  | 14 | Randy de Puniet      | Suzuki       | 25     | +52.748     | 17   | 5      |
| 12  | 40 | Román Ramos          | Kawasaki     | 25     | +54.906     | 16   | 4      |
| 13  | 91 | Leon Haslam          | Aprilia      | 25     | +1:18.150   | 6    | 3      |
| 14  | 23 | Christophe Ponsson   | Kawasaki     | 25     | +1:20.220   | 18   | 2      |
| 15  | 45 | Gianluca Vizziello   | Kawasaki     | 24     | +1 ronde    | 21   | 1      |
| 16  | 10 | Imre Tóth            | BMW          | 24     | +1 ronde    | 22   |        |
| DNF | 44 | David Salom          | Kawasaki     | 24     | Uitgevallen | 11   |        |
| DNF | 51 | Santiago Barragán    | Kawasaki     | 19     | Uitgevallen | 20   |        |
| DNF | 75 | Gábor Rizmayer       | BMW          | 14     | Ongeluk     | 19   |        |
| DNF | 86 | Ayrton Badovini      | BMW          | 3      | Uitgevallen | 12   |        |
| DNF | 15 | Matteo Baiocco       | Ducati       | 0      | Ongeluk     | 13   |        |
| DNF | 59 | Niccolò Canepa       | Ducati       | 0      | Uitgevallen | 7    |        |

### Race 2
| Pos | Nr | Rijder               | Constructeur | Rondes | Tijd        | Grid | Punten |
| --- | -- | -------------------- | ------------ | ------ | ----------- | ---- | ------ |
| 1   | 7  | Chaz Davies          | Ducati       | 25     | 35:13.816   | 1    | 25     |
| 2   | 66 | Tom Sykes            | Kawasaki     | 25     | +1.406      | 4    | 20     |
| 3   | 65 | Jonathan Rea         | Kawasaki     | 25     | +1.982      | 5    | 16     |
| 4   | 81 | Jordi Torres         | Aprilia      | 25     | +16.551     | 3    | 13     |
| 5   | 91 | Leon Haslam          | Aprilia      | 25     | +17.772     | 6    | 11     |
| 6   | 86 | Ayrton Badovini      | BMW          | 25     | +31.735     | 12   | 10     |
| 7   | 60 | Michael van der Mark | Honda        | 25     | +34.446     | 15   | 9      |
| 8   | 59 | Niccolò Canepa       | Ducati       | 25     | +38.048     | 7    | 8      |
| 9   | 36 | Leandro Mercado      | Ducati       | 25     | +41.755     | 14   | 7      |
| 10  | 2  | Leon Camier          | MV Agusta    | 25     | +49.105     | 10   | 6      |
| 11  | 14 | Randy de Puniet      | Suzuki       | 25     | +56.249     | 17   | 5      |
| 12  | 40 | Román Ramos          | Kawasaki     | 25     | +1:01.630   | 16   | 4      |
| 13  | 15 | Matteo Baiocco       | Ducati       | 25     | +1:12.647   | 13   | 3      |
| 14  | 45 | Gianluca Vizziello   | Kawasaki     | 24     | +1 ronde    | 21   | 2      |
| 15  | 23 | Christophe Ponsson   | Kawasaki     | 24     | +1 ronde    | 18   | 1      |
| 16  | 75 | Gábor Rizmayer       | BMW          | 24     | +1 ronde    | 19   |        |
| 17  | 10 | Imre Tóth            | BMW          | 23     | +2 ronden   | 22   |        |
| 18  | 51 | Santiago Barragán    | Kawasaki     | 22     | +3 ronden   | 20   |        |
| DNF | 22 | Alex Lowes           | Suzuki       | 14     | Uitgevallen | 8    |        |
| DNF | 44 | David Salom          | Kawasaki     | 3      | Uitgevallen | 11   |        |
| DNF | 34 | Davide Giugliano     | Ducati       | 1      | Ongeluk     | 2    |        |
| DNF | 1  | Sylvain Guintoli     | Honda        | 1      | Ongeluk     | 9    |        |

## Tussenstanden na wedstrijd

### Superbike
| Pos | Nr | Rijder       | Team     | Punten |
| --- | -- | ------------ | -------- | ------ |
| 1   | 65 | Jonathan Rea | Kawasaki | 407    |
| 2   | 66 | Tom Sykes    | Kawasaki | 282    |
| 3   | 7  | Chaz Davies  | Ducati   | 263    |
| 4   | 91 | Leon Haslam  | Aprilia  | 240    |
| 5   | 81 | Jordi Torres | Aprilia  | 164    |

1995 · 1996 · 1997 · 1998 · 1999 · 2000 · 2001 · 2002 · 2003 · 2004 · 2013 · 2014 · 2015 · 2016 · 2017 · 2018 · 2019